# Jean Chanton
Pour les articles homonymes, voir Chanton et Bastos.
 (décembre 2014).
Jean Chanton dit Bastos, né le 10 juin 1908 dans le 14ème arrondissement de Paris et mort le 8 novembre 1987 à Nice, fut un chef des groupes francs de la Résistance française.

## Biographie
Ayant formé un groupe de sabotage dans les Alpes-Maritimes, Bastos est rallié à Combat par Raoul Attali dit Leriche. Sous les ordres de Jacques Renouvin, Bastos devient l’un des dirigeants des groupes francs. Il remplace Roger Nathan dit Murat, chef national adjoint des Groupes francs, emprisonné à Lyon. Quand Renouvin est incarcéré à Fresnes, Bastos est à Paris où il rencontre Pierre de Bénouville en vue d’organiser l’évasion. Le groupe franc formé à cette intention est arrêté par les Allemands. Le 6 septembre 1943, Bastos est déporté dans un convoi à destination de Mauthausen. Mis au camp de Graz, il est libéré à Ebensee, le 6 mai 1945.